# Acanthosaura phongdienensis
Acanthosaura phongdienensis (tên tiếng Việt: Ô rô Phong Điền) là một loài bò sát thuộc họ Nhông. Đây là loài đặc hữu ở miền Trung Việt Nam. Chúng được biết đến ở Khu bảo tồn thiên nhiên Phong Điền - Thừa Thiên-Huế. Con đực trưởng thành có kích thước 73–77 mm (2,9–3,0 in) và con cái trưởng thành 59–65 mm (2,3–2,6 in) tính chiều dài mút mõm - lỗ huyệt; loài này có đuôi dài.